# 1-Hexacosanol
1-Hexacosanol es un alcohol primario graso saturado con una longitud de cadena de carbono de 26, es un sólido ceroso blanco a temperatura ambiente. Es fácilmente soluble en cloroformo e insoluble en agua. Se produce naturalmente en la cera epicuticular y en la cutícula de muchas especies vegetales.